# 8578 Сьодзікато
8578 Сьодзікато (8578 Shojikato) — астероїд головного поясу, відкритий 19 листопада 1996 року.
Тіссеранів параметр щодо Юпітера — 3,216.
Названо на честь Сьодзі Като (яп. しょうじ・かとう(加藤正二) сьо:дзі като:).